# Campeonato Mineiro de Futebol Feminino de 2023
O Campeonato Mineiro de Futebol Feminino de 2023 foi a 18ª edição deste campeonato de futebol feminino organizado pela Federação Mineira de Futebol (FMF). O campeonato foi disputado por seis times, sendo eles: América-MG, Araguari Atlético Clube, Atlético Mineiro, Cruzeiro, Nacional Atlético Clube e Uberlândia Esporte Clube.

## Regulamento
O campeonato foi disputado em três fases: grupos, semi-finais e final. Na primeira fase da competição, os seis times disputaram um único jogo entre si, classificando-se para as semi-finais os quatros primeiros colocados. Os quatro clubes foram distribuídos em dois grupos de dois clubes cada, disputando as semi-finais em jogos de ida e volta, sendo as chaves montadas 1ºx4º e 2ºx3º, considerando a classificação da 1ª Fase. Os dois clubes finalistas decidiram em partida única.

### Critérios de desempate
Na primeira fase, de pontos corridos, ocorrendo igualdade em pontos ganhos entre dois ou mais clubes, aplicam-se, sucessivamente, os seguintes critérios técnicos de desempate: 
a) maior número de vitórias; 
b) maior saldo de gols; 
c) maior número de gols marcados; 
d) confronto direto; 
e) menor número de cartões vermelhos recebidos; 
f) menor número de cartões amarelos recebidos; 
g) sorteio público na sede da FMF.
Nas semi-finais, se realizados os dois jogos e empatados os clubes em número de pontos, segue-se os seguintes critérios de desempate, nesta ordem: 
a) maior saldo de gols na Fase Semifinal, ou seja, consideradas as duas partidas;
b) cobrança de pênaltis, de acordo com os critérios adotados pela International Board.
Na final única se o jogo terminar em empate, serão cobrados pênaltis conforme procedimento estabelecido nas regras do futebol, tal como definidas pela International Football Association Board-IFAB.

## Participantes
| Equipe                   | Cidade                                | Estádio (mando)                       | Capacidade | Título                                              | Participações |
| ------------------------ | ------------------------------------- | ------------------------------------- | ---------- | --------------------------------------------------- | ------------- |
| América Futebol Clube    | Belo Horizonte                        | Estádio das Alterosas                 | 2 000      | 3 (2016, 2017 e 2018)                               | 10            |
| Araguari Atlético Clube  | Araguari                              | Estádio Vasconcelos Montes (Araguari) | 3310       | 0                                                   | 1             |
| Clube Atlético Mineiro   | Belo Horizonte                        | Estádio das Alterosas                 | 2 000      | 8 (2006, 2009, 2010, 2011, 2012, 2020, 2021 e 2022) | 13            |
| Cruzeiro Esporte Clube   | Belo Horizonte                        | Toca da Raposa II                     | 2 000      | 2 (2019 e 2023)                                     | 5             |
| Nacional VRB             | Visconde do Rio Branco (Minas Gerais) | Estádio Joseph Lambert                |            | 0                                                   | 1             |
| Uberlândia Esporte Clube | Uberlândia                            | Estádio Municipal Parque do Sabiá     |            | 0                                                   | 1             |

## Fase Final

### Semifinais
Os resultados das semifinais foram:
- Nacional VRB  0 x 5  Cruzeiro
- Cruzeiro  6 x 0  Nacional VRB

- Atlético Mineiro  1 x 0  América Mineiro
- América Mineiro  1 x 1  Atlético Mineiro

### Final
A final do Campeonato foi disputada por Cruzeiro Esporte Clube (futebol feminino) e Clube Atlético Mineiro (futebol feminino), em jogo ocorrido no domingo 19 de novembro de 2023, 15h50 no Estádio Independência. A partida foi apitada por Richard Michel Lara, que teve como assistentes Juliana Nascimento da Silva e Suellen das Graças Gonçalvez Silva e a quarta árbitra Josiene Dinelle Pereira. A partida terminou com o placar de 1 x 0 para a equipe do Cruzeiro com gol de Byanca Brasil aos 22 minutos do segundo tempo. A goleira cruzeirense Taty Amaro defendeu um pênalti nos acréscimos do segundo tempo.
A partida teve muita polêmica envolvendo a arbitragem, já que no começo do segundo tempo, a jogadora Dayana do Atlético recebeu um cartão que o árbitro não anotou, se confundindo se iria para a camisa 8 ou 6. Mais adiante, Katielle (06) marcou uma falta levando o cartão amarelo, aos 32 minutos Dayana (08) levou um segundo cartão amarelo, mas como o árbitro não havia anotado o primeiro, não sinalizou a expulsão. O árbitro assumiu o erro na súmula do jogo.